# Phil Rind

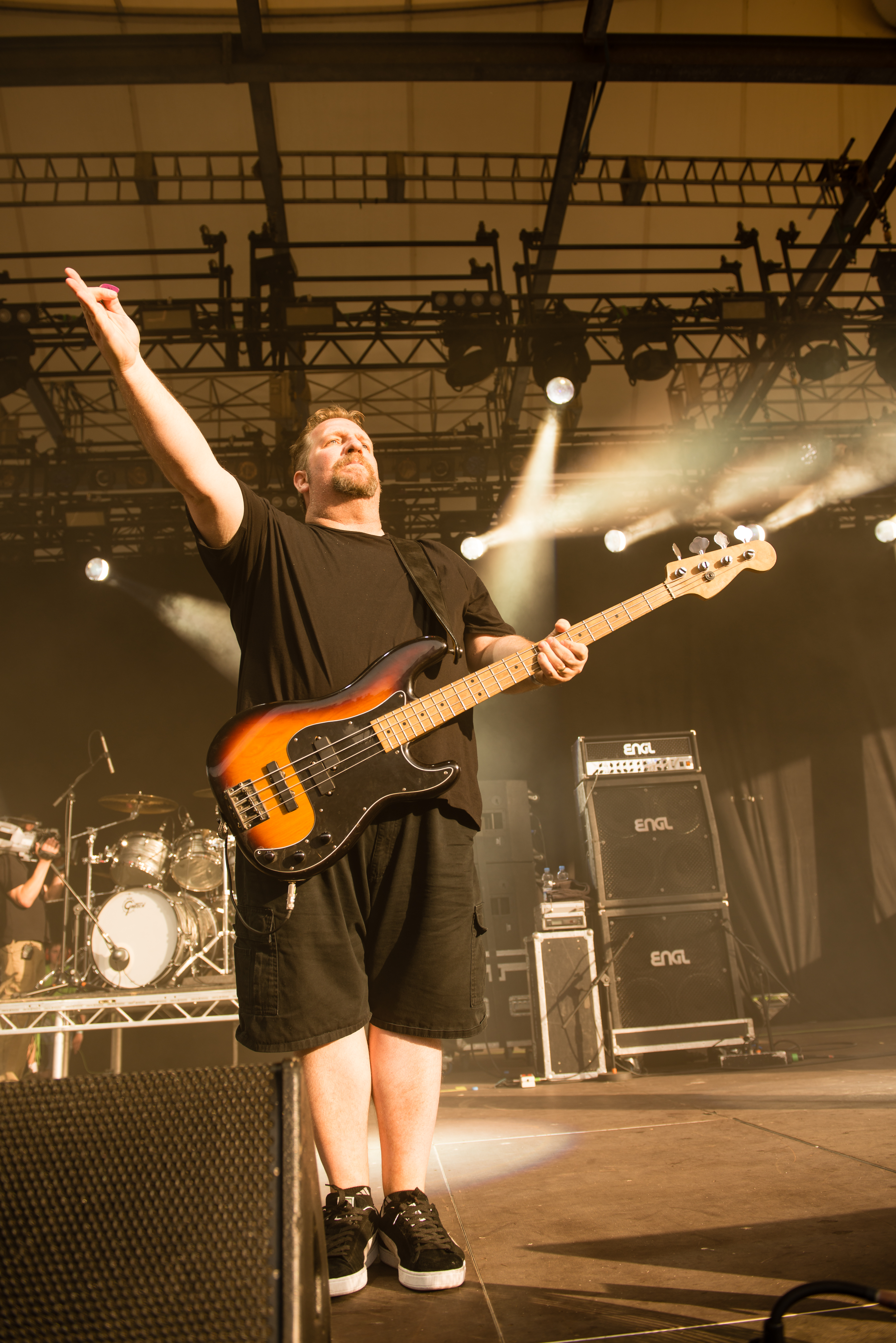
Rock Hard Festival 2014 - Gelsenkirchen

Phil Rind (22 augustus 1969) is een Amerikaanse zanger en bassist. Hij is bekend van de thrashmetal-/speedmetalband Sacred Reich. Rind maakt hier sinds 1985 onderdeel van uit, met uitzondering van de periode 2000-2006 toen de band uit elkaar was. 
Tot zijn 12e jaar woonde Rind in Brooklyn. Na de verhuizing naar Scottsdale kwam hij terecht op de Coronado High School. Daar leerde hij Jason Rainey kennen, met wie hij Sacred Reich oprichtte. Rind staat bekend om zijn maatschappijkritische en antipolitieke liedteksten.
Rind speelde in 1986 tevens in de band Flotsam & Jetsam.